# George Windsor, Bá tước xứ St Andrews
George Windsort, Bá tước xứ St Andrews (George Philip Nicholas Windsor; sinh ngày 26 tháng 6 năm 1962) là nhà ngoại giao người Anh. Ông con trai cả của Vương tôn Edward, Công tước xứ Kent và Katharine Worsley. George là người theo đạo Công giáo La Mã hiện đang đứng thứ 41 trong danh sách kế vị ngai vàng Anh đồng thời là người thừa kế ấn định tước vị Công tước xứ Kent của cha.